# Ebrima Camara
Ebrahima Camara (født 18. september 1996) er en gambisk atlet.
Han konkurrerede i mændenes 100 meter ved verdensmesterskaberne i atletik i 2019.
Han konkurrerede i mændenes 100 meter ved sommer-OL 2020.